# Stadecken-Elsheim
Stadecken-Elsheim település Németországban, Rajna-vidék-Pfalz tartományban. Lakosainak száma 4916 fő (2023. december 31.).

## Népesség
A település népességének változása:
| Lakosok száma | 2513 | 4833 | 4874 | 4834 | 4866 | 4916 |
|               | 1975 | 2017 | 2019 | 2021 | 2022 | 2023 |